# Ambtenaar

Aandeel van de lonen van ambtenaren in de overheidsuitgaven

Een ambtenaar is iemand die, op grond van een bijzondere vorm van arbeidsovereenkomst of benoeming, werkzaam is voor een overheid. De rechtspositie van een ambtenaar in het ambtenarenrecht, verschilt van die van een in loondienst werkzame werknemer in het reguliere arbeidsrecht. Ambtenaren zijn werkzaam bij de rijksoverheid (Nederland), de federale overheid (België), een gemeenschap (België), een gewest (België), een provincie, een gemeente, een waterschap of bij instellingen die worden beheerd door de staat of openbare lichamen. Navenant worden zij aangeduid als rijksambtenaren, federale ambtenaren, gemeenschapsambtenaren, gewestelijke ambtenaren, provincieambtenaren, gemeenteambtenaren, waterschapsambtenaren, onderwijsambtenaren, politieambtenaren, militaire ambtenaren.
Afhankelijk van hun functie, leggen ambtenaren een zuiveringseed of ambtseed af.

## Topambtenaar
Een ambtenaar in een hoge positie wordt wel topambtenaar genoemd. Dit is geen officiële benaming. De hoogste ambtenaar van een ministerie is de secretaris-generaal.

## Definitie
Soms bedoelt men met "ambtenaar" slechts de administratieve ambtenaren, waarbij de specifieke statuten voor militairen, politie en onderwijzend personeel niet als "gewone ambtenaren" worden gezien. Vaak wordt de definitie van ambtenaar uitgebreid tot contractuele ambtenaren, die geen eed afleggen maar waarbij de rechtspositieregeling niet geschiedt door een wettelijke statuut maar door een arbeidscontract als werknemer. Daarnaast worden ook werknemers van semioverheidsinstellingen veelvuldig als ambtenaren gezien.
Tot 1 januari 2020 werd onder ambtenaar verstaan een natuurlijk persoon, die is aangesteld in een openbare betrekking (het "openbaar ambt") om, ondergeschikt aan een hoger gezag, een deel van de overheidstaak te verrichten. Per 1 januari 2020 is het (in Nederland) diegene die met een overheidswerkgever een arbeidsovereenkomst heeft afgesloten.

## Etymologie
Het woord 'ambt' is ontstaan als verkorting van 'ambacht' en daarvan gescheiden door splitsing van de betekenissen: ambacht voor handwerk en ambt voor "hogere" functies. Het openbaar ambt refereert naar de openbare functies die een beambte kan uitoefenen. Een beambte (die een ambt uitoefent) kan echter ook voor een privé-bedrijf werken. In de praktijk ging "ambt" voornamelijk verwijzen naar het "openbaar ambt". Bij het ontstaan van de term ambtenaar werd het adjectief "openbaar" niet meer overgenomen, terwijl de term "ambtenaar" wel steeds verwijst naar diegene die een openbaar ambt uitoefent. In het Frans vond een gelijkaardige evolutie plaats: van fonction publique (openbaar ambt) naar fonctionnaire (ambtenaar).

## Geschiedenis
Voorlopers van de tegenwoordige ambtenaren waren de dienaren van de vorsten in de late middeleeuwen. Keizer Frederik II stelde in 1231 een nieuwe regeling voor de ambtenarij in. Daarbij werd voor het eerst een staat gebaseerd op een zuiver wereldlijk bestuur, waarvan de ambtenaren recht hadden op een goede honorering en oudedagvoorziening, maar ook onderworpen waren aan een uitgebreid controlesysteem en bijzondere gehoorzaamheidsplichten.
Pas aan het begin van de 19e eeuw werd de Europese ambtenarij onderworpen aan de staat en de wet in plaats van een vorst. De Franse Revolutie was mede bepalend voor het ontstaan van de moderne ambtenarij.
Ambtenaren zijn doorgaans moeilijker te ontslaan dan (contractuele) werknemers. Het hierachter schuilgaande idee is om een rem te vormen op overheidswillekeur en om te vermijden dat telkens er een nieuwe heerser is, alle ambtenaren worden ontslagen en er nieuwe ambtenaren worden benoemd (wier benoeming dan soms het gevolg kan zijn van nepotisme).

## Rechtspositie
In veel opzichten lijkt de positie van een ambtenaar op die van werknemers die werkzaam zijn op grond van een arbeidsovereenkomst, te weten:
1. de ambtenaar werkt in een gezagsverhouding tot een wederpartij (het overheidsorgaan dat de ambtenaar heeft aangesteld)
2. de ambtenaar voert ten behoeve van zijn wederpartij op vastgestelde tijden vastgestelde taken persoonlijk uit
3. de ambtenaar wordt voor deze werkzaamheden door zijn wederpartij betaald

In juridische zin is er echter sprake van een fundamenteel verschil tussen de positie van ambtenaren en die van werknemers die werkzaam zijn op grond van een arbeidsovereenkomst. Een ambtenaar wordt namelijk door middel van een eenzijdige rechtshandeling - een statuut - door de overheid 'aangesteld'. De aanstelling wordt in een besluit vastgelegd. Buiten de overheid gaan werknemer en werkgever samen een tweezijdige arbeidsovereenkomst aan. Dat juridische verschil van aanstelling neemt natuurlijk niet weg dat ook een natuurlijk persoon die als ambtenaar werkzaam zal zijn hiermee gelijk een werknemer tot overeenstemming met zijn wederpartij dient te zijn gekomen alvorens de aanstelling formeel wordt vastgelegd.
Bovengenoemd verschil heeft gevolgen voor de rechten en plichten van ambtenaren die van land tot land verschillen. Bijvoorbeeld:
- In principe gelden de wettelijke regels omtrent aanstelling en ontslag volgens het burgerlijk recht niet voor ambtenaren. Het ontslagrecht is geregeld in de Ambtenarenwet en de onderhangende regelingen. Ambtenaren kunnen ontslagen worden op grond van nauwomschreven gronden.
- Ambtenaren hebben in het algemeen stakingsrecht, maar mogen in sommige gevallen niet staken (zie ook minimale dienstverlening).

De bijzondere rechtspositie van ambtenaren wordt en is in veel landen steeds meer in overeenstemming gebracht met die van werknemers die op grond van een arbeidsovereenkomst werkzaam zijn.

## Nederland
De ambtenaar heeft in Nederland een door de Ambtenarenwet 2017 gewaarborgde rechtspositie. Deze wet droeg tot 1 januari 2020 de beslissing van geschillen tussen ambtenaren en overheid in eerste instantie op aan de kamers van bestuursrechtelijke zaken van de arrondissementsrechtbanken, in hoger beroep aan de Centrale Raad van Beroep. De arbeidsvoorwaarden waren geregeld in het Ambtenarenreglement.
Een ambtelijke aanstelling was in vaste dienst of in tijdelijke dienst. Aanstelling in tijdelijke dienst geschiedde voor bepaalde of voor onbepaalde tijd.
Het ambtelijk en het privaatrechtelijk ontslagrecht verschilden van elkaar op formele punten. In het bijzonder onderwijs geldt een hybride ontslagrecht dat formeel op het Burgerlijk Wetboek is gebaseerd, maar ook elementen kent die op het ambtelijk ontslagrecht zijn gebaseerd.
In 1903 voerde het kabinet-Kuyper in reactie op een grote spoorwegstaking een stakingsverbod in voor ambtenaren en werknemers in bepaalde sectoren (zoals de spoorwegen). In 1979 werd dit verbod door het kabinet-Van Agt I weer opgeheven.

### Salaris
In Nederland werd het salaris van rijksambtenaren geregeld in het Bezoldigingsbesluit Burgerlijke Rijksambtenaren 1984. Voor politie, defensie zijn afwijkende regelingen opgesteld. Dit gold ook voor ambtenaren van decentrale overheden.
Bij de rijksoverheid zijn 19 salarisschalen. De eerste 5 schalen zijn in principe bedoeld voor functies waarvoor weinig opleiding vereist is, schaal 6 en 7 voor functies op mbo-niveau, schaal 8 en 9 voor functies op hbo-niveau en schaal 10 tot en met 18 voor functies op universitair niveau. Iedere schaal bevat een aantal treden; de overgang naar de volgende trede, de periodieke verhoging geschiedt meestal automatisch. Ook bevorderingen naar de volgende schaal komen soms automatisch tot stand. Als gevolg van deze regel verdienen de laagste ambtenaren vaak meer dan werknemers met soortgelijke functies in het bedrijfsleven en de hoogste ambtenaren minder. De laagste ambtenaren kunnen bijvoorbeeld opklimmen tot de top van schaal 3 waar zij anderhalfmaal het minimumloon verdienen. Het salaris in schaal 18 is iets meer dan zesmaal het minimumloon.
De topfunctionarissen bij een ministerie (ook wel departement genoemd) behoren tot de Topmanagementgroep (kortweg TMG genoemd) en zijn niet ingedeeld in een van de hierboven genoemde salarisschalen maar krijgen een vast bedrag. Dit wordt wel schaal of niveau 19 genoemd. Onder de TMG vallen de volgende functies:
- secretaris-generaal
- directeur-generaal
- inspecteur-generaal
- thesaurier-generaal
- directeur van het Centraal Planbureau
- directeur van het Sociaal en Cultureel Planbureau
- hoofd van de Algemene Inlichtingen- en Veiligheidsdienst

Tot 1981 waren ambtenaren niet ingedeeld in salarisscharen maar kenden zij ambtelijke rangen. In de tabel hieronder zijn de afzonderlijke ambtelijke rangen opgenomen met daarnaast de huidige salarisschaal waarmee zij corresponderen.
| Ambtelijke rang (tot 1981) | Salarisschaal (huidig) |
| -------------------------- | ---------------------- |
| Adjunct-klerk              | 1                      |
| Klerk                      | 2                      |
| Klerk A                    | 3                      |
| Hoofdklerk                 | 4                      |
| Adjunct-commies            | 5                      |
| Adjunct-commies A          | 6                      |
| Commies                    | 7                      |
| Commies A                  | 8                      |
| Hoofdcommies               | 9                      |
| Hoofdcommies A             | 10                     |
| Hoofdcommies B             | 10A                    |
| Referendaris               | 11                     |
| Referendaris A             | 11A                    |
| Referendaris B             | 12                     |
| Administrateur             | 13                     |
| Administrateur A           | 14                     |
| Hoofdadministrateur        | 15                     |
| Hoofdadministrateur A      | 16                     |
| Directeur                  | 17                     |
| Hoofddirecteur             | 18                     |

### Deelname aan het  Algemeen Burgerlijk Pensioenfonds
Ambtenaren (in de strikte zin van diegenen die een arbeidsovereenkomst hebben gesloten met een overheidswerkgever) vormen een deel van het personeel in de sectoren die bij elkaar worden aangeduid als overheid en onderwijs (O & O). Dit heeft onder meer betrekking op ABP-pensioen, en op eigenrisicodragerschap voor de WW van de werkgevers.
Onder meer het bijzonder onderwijs valt wel onder O & O, maar er zijn geen ambtelijke aanstellingen, maar arbeidsovereenkomsten naar burgerlijk recht.

### Huidige ontwikkelingen
In 2005 heeft een werkgroep van het ministerie van Binnenlandse Zaken en Koninkrijksrelaties onderzoek gedaan naar de mogelijkheid om het onderscheid ambtenaar/werknemer op te heffen, door van alle ambtenaren 'gewone' werknemers te maken.
Volgens het Regeerakkoord 2012 wordt het ontslagrecht van ambtenaren in overeenstemming gebracht met het ontslagrecht van werknemers buiten de overheid. Ook secundaire arbeidsvoorwaarden van ambtenaren worden – na raadpleging van de sociale partners – gelijkgetrokken met die in de private sector.
Per 1 januari 2020 is ingegaan de Wet van 9 maart 2017 tot wijziging van de Ambtenarenwet en enige andere wetten in verband met het in overeenstemming brengen van de rechtspositie van ambtenaren met die van werknemers met een arbeidsovereenkomst naar burgerlijk recht (Wet normalisering rechtspositie ambtenaren), tegelijk met alle benodigde invoerings- en aanpassingswetgeving. Met de Wet normalisering rechtspositie ambtenaren (Wnra) is de rechtspositie van rijksambtenaren zoveel mogelijk hetzelfde geworden als die van medewerkers in het bedrijfsleven.

### Terugkeerregeling
Artikel 3, zesde lid, Wet Incompatibiliteiten Staten-Generaal en Europees Parlement met de Circulaire Ontslag of terugkeerrecht rijksambtenaren na een periode lidmaatschap Tweede Kamer of Europees Parlement bepalen dat in het geval een rijksambtenaar lid wordt van de Tweede Kamer of het Europees Parlement hem eervol ontslag wordt verleend, dan wel – op zijn verzoek – wordt ontheven van de waarneming van zijn ambt (dus een soort verlof wordt toegekend). Het is geen recht, het verzoek kan worden geweigerd. Na één zittingstermijn moet de ambtenaar kiezen welke carrière hij wil voortzetten: hij moet weer als ambtenaar gaan werken of wordt eervol ontslagen.

### Gemeenteambtenaar
Ook voor personeel dat bij een gemeente werkt is de Collectieve arbeidsvoorwaardenregeling en de Uitwerkingsovereenkomst (CAR-UWO) van toepassing. De uitwerking in CAR-UWO-artikelen had lokaal pas rechtskracht als het college van B&W deze heeft overgenomen in de plaatselijke arbeidsvoorwaardenregeling.
CAR-UWO is niet van toepassing op onder meer de volgende medewerkers, ondanks dat zij door het college of de gemeenteraad zijn benoemd:
- de vrijwilliger bij de brandweer
- onderwijzend personeel
- onderwijsondersteunend personeel als de onderwijsrechtspositieregeling op hen van toepassing is
- personen in de werkvoorziening die een indicatie hebben voor de sociale werkvoorziening, met uitzondering van degene met een indicatie die werkzaam is bij de gemeente in het kader van "begeleid werken"
- ambulancemedewerker

## België
Aanvankelijk werd de term ambtenaar in België voornamelijk gebezigd voor het staatspersoneel van het hoogste niveau ( 1 of A ), de rest van het personeel werd aangeduid als beambte. Arbeidsrechtelijk gesproken ging het wel om ambtenaren voor elke functie. In België wordt het "statuut van de ambtenaren" geregeld door het Koninklijk Besluit van 2 oktober 1937, het zogenaamde "statuut Camu"; dit statuut werd weliswaar reeds herhaalde malen aangepast en uitgebreid. Het statuut Camu geldt echter enkel voor de statutaire federale administratieve ambtenaren van de federale uitvoerende macht. De rechtspositieregeling (het 'statuut'), van de statutaire ambtenaren van de gemeenschappen en gewesten, wordt geregeld in besluiten van de desbetreffende Gemeenschap of het Gewest zelf, binnen een gemeenschappelijk kader, dat men het Algemene Principes Koninklijk Besluit (APKB) noemt.
Zowel op het federale, regionale als lokale niveau zijn er naast statutaire (administratieve) ambtenaren ook contractuele ambtenaren en mandaathouders (dit laatste voor de hoogste functies). Daarnaast zijn er op het federale niveau naast de statutaire administratieve ambtenaren ook nog specifieke statuten voor militairen, politieagenten, medewerkers van inlichtingendiensten,... Op het regionale niveau zijn er ook specifieke statuten voor leraren.

### Salaris
Federale administratieve ambtenaren worden aangeworven in vier verschillende niveaus. Om in het niveau A aangeworven te worden, moet je in het bezit zijn van een universitair diploma of een gelijkwaardig diploma. Voor niveau B is een bachelordiploma vereist. Voor niveau C volstaat een diploma secundair onderwijs en voor niveau D zijn er geen diplomavereisten. Deze niveaus gelden ook voor de contractuele federale administratieve ambtenaren. Binnen één niveau zijn er nog verschillende klassen. Zo bestaan er binnen niveau A zes klassen, gaande van A1 (laagste) tot A6 (hoogste). Per niveau of klasse gelden er verschillende titels:
| Niveau of klasse | Titel |
| ---------------- | --- |
| A6               | Administrateur-generaal, directeur-generaal                                                                           |
| A5               | Administrateur, directeur                                                                                             |
| A4               | Adviseur-generaal |
| A3               | Adviseur |
| A2 A1            | Attaché |
| B                | Administratief, penitentiair administratief, technisch, financieel, fiscaal of ICT deskundige                         |
| C                | Administratief, penitentiair administratief, technisch, financieel of veiligheidsassistent                            |
| D                | Administratief, penitentiair administratief, technisch, financieel of veiligheidsmedewerker of operationeel brigadier |

Een gelijkaardige indeling in niveaus wordt gebruikt bij regionale en lokale overheden. Binnen één niveau zijn er echter andere indelingen in klassen, waarbij er bij de regionale overheden minder (rangen A1-A3) en bij de lokale overheden meer (graden A1-A10) klassen bestaan.

## Duitsland
In Duitsland hebben met name hogere functionarissen bij de overheid de status Beamter. Daarnaast heeft de overheid ook werknemers in dienst, via een arbeidscontract. De trend is om het aantal functionarissen met de status 'Beamter' te beperken.
De Duitse ambtenarij werd na de Tweede Wereldoorlog verweten dat ze in hun toewijding en plichtsgetrouwheid kritiekloos aan de misdaden van de nazi's hadden meegewerkt. Professor Robert D' Harcourt, die het optreden van de ambtenaren tijdens de Tweede Wereldoorlog onderzocht in opdracht van de geallieerden constateerde: "De Duitse ambtenarij werkt met benijdenswaardige efficiëntie, echter in het onrecht evenzeer als in het recht. Het enige wat het geleerd heeft, is als een geolied raderwerk te blijven draaien."
In 1945 werd de ambtenarenstatus door het geallieerde bestuur in eerste instantie afgeschaft. In de Bondsrepubliek werd het in juli 1950 weer ingevoerd. In artikel 33 van de grondwet staat sindsdien dat de uitoefening van de bevoegdheden van de openbare macht aan leden van de overheidsdienst moet worden toebedeeld, die in een publiekrechtelijke dienstverband staan.

### Algemeen
- ministeriële ambtenaren
  - secretaris-generaal / secretaresse-generaal (Staatssekretär) = chefambtenaar van ministerie
  - directeur-generaal ministeriaal (Ministerialdirektor) = chef van ministeriële afdeling
  - directeur-ministeriaal (Ministerialdirigent) = chef van ministeriële onderafdeling
  - raad ministeriaal (Ministerialrat) = chef van ministeriële bureau (Referatsleiter)
- hoofdambtenaren (Beamte des Höheren Dienstes)
  - leidinggevende administratie-directeur (Leitender Regierungsdirektor)
  - administratie-directeur (Regierungsdirektor)
  - hoofdadministrateur (Regierungsoberrat / Oberregierungsrat)
  - administrateur (Regierungsrat)
- hogere ambtenaren (Beamte des gehobenen Dienstes)
  - (Oberamtsrat)
  - (Amtsrat)
  - (Amtmann)
  - (Oberinspektor)
  - (Inspektor)
- middelbare ambtenaren (Beamte des Mittleren Dienstes)
  - administratie-hoofdsecretaris (Regierungshauptsekretär)
  - administratie-oppersecretaris (Regierungsobersekretär)
  - administratie-secretaris (Regierungssekretär)
  - administratie-adjunct (Regierungsassistent)
- lagere ambtenaren (Beamte des Einfachen Dienstes)
  - (Oberamtsmeister)
  - (Amtsmeister)
  - (Hauptamtsgehilfe)
  - (Oberamtsgehilfe)

In de jaren 90 werden veel ambtenarenposten vervangen door werknemerposities, met name in de geprivatiseerde luchtverkeersleiding, de posterijen en de Deutsche Bundesbahn.
In de DDR had men geen ambtenaren; tegenwoordig zijn er in het oosten van Duitsland nog steeds minder ambtenaren dan in het gebied van de oude Bondsrepubliek.